# Zbigniew Ryszard Gwiazda
Zbigniew Ryszard Gwiazda (ur. 2 października 1932, zm. 27 marca 2020) – członek konspiracji antykomunistycznej w latach 1950–1952, więzień polityczny okresu stalinowskiego w latach 1952–1961, członek Związku-Młodocianych Więźniów Politycznych „Jaworzniacy” od 1993.
Wielokrotnie odznaczany otrzymał: Krzyż Oficerski Orderu Odrodzenia Polski (za wybite zasługi w pielęgnowaniu pamięci o najnowszej historii Polski, za działalność kombatancką i społeczną), Krzyż Orderu Krzyża Niepodległości (za wybitne zasługi w obronie niepodległości i suwerenności Państwa Polskiego w latach 1939–1956), Medal Stulecia Odzyskanej Niepodległości (za zasługi dla Niepodległej), Złoty Medal „Za zasługi dla obronności kraju”, Medal „Pro Memoria” oraz patent i odznakę „Weteran Walk o Wolność i Niepodległość Ojczyzny”. Dwukrotny członek Kapituły Orderu Krzyża Niepodległości.